# Инвазија Рабида
Инвазија Рабида (енгл. Rabbids Invasion, фр. Les Lapins Crétins: Invasion, у употреби и назив Ребидс инвазија) је француска и америчка анимирана серија коју су створиле Ubisoft Motion Pictures, TeamTO, France Télévisions и Nickelodeon Productions. Серија је базирана на видео игрици Raving Rabbids коју је 2006. године створио Ubisoft. Серија је емитована од 3. августа 2013. до 23. јуна 2017. године.
Главни актери серије, као и игрице су Рабиди, створења слична зечевима, која су под непознатим околностима населила Земљу. Серија приказује комична догађања у животима ових смешних и приглупих створења на Земљи, као и њихова упознавања са светом око себе.
Зечеви причају нерумним језиком, константно изговарајући "BWAH!". Гледаоци их могу "разумети" јер сваку нову реч изговарају у другом расположењу, тј. сваки пут се чује "BWAH!", али у другачијем тону и расположењу. Глас свим зечевима је позајмио Дамиен Лакует.

## Преглед
| Сезоне | Сезоне | Епизоде | Оригинално емитовање (САД) | Оригинално емитовање (САД) | Оригинално емитовање (Србија) | Оригинално емитовање (Србија) |
| Сезоне | Сезоне | Епизоде | Почетак емитовања          | Крај емитовања             | Почетак емитовања             | Крај емитовања                |
| ------ | ------ | ------- | -------------------------- | -------------------------- | ----------------------------- | ----------------------------- |
|        | 1      | 26      | 3. август 2013.            | 6. децембар 2014.          | 20. јануар 2014.              | 25. децембар 2015.            |
|        | 2      | 26      | 11. октобар 2014.          | 14. јун 2016.              | 22. јун 2015.                 | 1. фебруар 2016.              |
|        | 3      | 26      | 21. јун 2016.              | 23. јун 2017.              | TBA                           | TBA                           |

## Емитовање и синхронизација
У Србији, Црној Гори, Босни и Херцеговини и Републици Македонији серија је кренула са емитовањем 20. јануара 2014. године на српској везији канала Никелодион, синхронизована на српски језик. Синхронизацију је радио студио Голд Диги Нет. Синхронизоване су прве две сезоне. Нема DVD издања. Од 17. априла 2018. године ова синхронизација се емитује и на каналу Вавум.